# Portos Dos Gauchos
Portos Dos Gauchos är en flygplats i Brasilien.   Den ligger i kommunen Porto dos Gaúchos och delstaten Mato Grosso, i den centrala delen av landet, 1 100 km väster om huvudstaden Brasília. Portos Dos Gauchos ligger 246 meter över havet.
Terrängen runt Portos Dos Gauchos är huvudsakligen platt. Portos Dos Gauchos ligger nere i en dal. Trakten runt Portos Dos Gauchos är nära nog obefolkad, med mindre än två invånare per kvadratkilometer..
Omgivningarna runt Portos Dos Gauchos är huvudsakligen savann.